# Idiops constructor
Idiops constructor is een spinnensoort uit de familie van de valdeurspinnen (Idiopidae).
De wetenschappelijke naam van de soort werd in 1900 als Acanthodon constructor gepubliceerd door Reginald Innes Pocock.